# 香港大學中文學院
香港大學中文學院 （页面存档备份，存于）（School of Chinese, The University of Hong Kong），成立於1927年，迄今已有接近一百年歷史，為香港地區歷史最悠久的大學中文學系。1927年成立時名為「中文學院」（School of Chinese Studies），1933年文學院改組為「中文系」（Department of Chinese），2006年復稱為「中文學院」，英文則稱為School of Chinese，隸屬於香港大學文學院。

## 歷史

### 戰前「中文學院」時期
香港大學在1912年開校，初期只有醫學院和工學院，1913年增設文學院（Faculty of Arts）。根據《香港大學條例》第13則的規定，文科須注重教授中國語言文學，是以校方在文學院成立後立即開辦中文課程，當時中文僅作為一年級的選修科目。校方以計時受薪的形式聘任晚清國史館總纂賴際熙太史與晚清翰林院編修區大典太史為漢文講師，仿照廣東廣雅書院學制，教授史學和經學另設「正音班」（Mandarin Class）給不諳粵語的學生學習。
賴際熙與區大典分別負責講授四年制「傳統漢文」（Classical Chinese）課程的「史學」（History）與「文學」（Literature）科目。「史學」由賴際熙負責，講授三代至明朝的歷史。而「文學」則由區大典負責，講授朱熹與其他學者對《四書》與《五經》的評註。當時的「文學」科，實際是傳統的「經學」科。
1923年，文學院進行課程更革，「傳統漢文」課程被改稱為「漢文」（Chinese）課程，仍由「史學」與「文學」兩科目組成，而學生只能於入學首兩年修讀。課程的內容跟「傳統漢文」相若，而課時則被削減一半。
1925年，漢學家金文泰（Cecil Clementi）就任香港總督，開始推動中文教育。1926年，自英國東來考察香港大學教育表現的威靈頓代表團（Willingdon Delegation）於考察報告申明香港大學的漢文教育除需保留傳統的「經史之學」外，還得賦予此等教育新的現代意義。賴際熙與區大典遂向港大提議改革中文科，設立華文部（Department of Chinese），在原有史學和經學的基礎上增辦「文詞學」（Literature）。身兼港大校監的金文泰支持他們的建議，但港大缺乏經費，為此港大校長康寧（William W. Hornell）聯同賴際熙前赴馬來亞籌款，獲華僑捐資港幣4萬多元。1927年，「香港大學中文學院」 （页面存档备份，存于）成立，由賴際熙領導。學院課程主要以原有的漢文課程為基礎，除保留「史學」外，還將原來的「文學」正名為「經學」，而新增講授歷代駢、散、詩、文名作的「文詞學」與旨在溝通中外學說、造就通譯人才的「翻譯學」（Translation）。由於中文學院的學生必須修習「翻譯學」，校方遂增聘香港大學文學院首屆文學士林棟為學院的專任翻譯講師。此外，任教老師還有溫肅和朱汝珍等，均是赫赫有名的前清遺老。
1928年，港大校方因財困，準備結束剛起步發展的中文學院。幸得總督金文泰居中斡旋，華人領袖周壽臣、羅旭龢與馮平山等人成立勸捐委員會，合共籌得20萬元，令教學得以繼續。當時中文學院沒有專用課室，亦沒有具規模的中文圖書館，因此鄧志昂捐資6萬餘元興建教學大樓（鄧志昂樓），馮平山捐款10萬元興建圖書館大樓（馮平山圖書館），兩座樓宇分別在1931年和1932年啟用。
1933年，文學院進行改組，將「中文學院」（School of Chinese Studies）納為文學院的一系，稱為「中文系」（Department of Chinese）。賴際熙隨即結束他任教香港大學二十載的歲月，校方委任林棟署任中文系的行政領導工作。

### 「中文系」時期
新成立的中文系為文學院修習「中文及英文」（Chinese and English）與「漢學研究」（Chinese Studies）的學生提供「文詞」、「史學」、「哲學」與「翻譯」四科目。
- 「文詞」教授明清兩代詩文、唐宋兩代詩文、兩漢文、中國文學史與作文；
- 「史學」講授上古至周末、周末至兩漢、唐宋史、明史、清史諸項；
- 「哲學」講授《四書》大旨、《五經》要義、周秦諸子與宋明儒學案；
- 「翻譯」則為英漢互譯。

文學院始設「傳統漢文」（Classical Chinese）課程以來長期講授不輟的「經學」科終在中文系成立的首年無法成為課程的組成者。除區大典與林棟外，校方增聘羅憩棠舉人與崔伯樾秀才為兼任講師，分擔賴際熙離任後的教學工作。林棟在1934年意外離世後，遺缺由陳君葆填補。此新訂的課程一直沿用至許地山履新才再作變更。
許地山於1935年8月南來履新後，以中文系原有的課程為參照，新增不少科目，以構建「中國文學」（Chinese Language and Literature）、「中國史」（Chinese History）、「中國哲學」（Chinese Philosophy）與「翻譯」（Translation and Comparison）四位一體的中文系新課程。「翻譯」課程全由陳君葆獨力負責，「中國文學」、「中國史」與「中國哲學」課程則由許地山與1936年3月到任的中國文學講師（Lecturer in Chinese Literature）馬鑑共同負責。該三課程開設的科目多達35門，自1936年起一直被沿用至1941年12月大學因日本軍隊侵佔香港而宣佈停課時。
這期間，許地山不幸在1941年8月4日猝然逝世。校方迅即邀聘滯留香港、準備遠赴英國牛津大學擔任漢學教授的陳寅恪出任中國史教授，而馬鑑則被委託負責學系的行政事務。日軍攻佔香港後，陳寅恪與馬鑑先後舉家返回內地，其時留居香港的中文系教師只得戰時一直守護馮平山圖書館藏書的陳君葆。

### 戰後時期
戰後至1950年間逐步復課的香港大學，入學人數迅速回復戰前水平，急需解決校舍與師資嚴重短缺的難題。年紀本已不小的馬鑑在1946年7月重返香港大學，獲校方委任為講座教授兼系主任，領導學系面對戰後的新挑戰。當時系內教師只有陳君葆一人，校方遂計劃為學系另聘新教授，並乘時改組學系。
馬鑑於1950年2月退休，此前只有曾任教金陵大學的賀光中獲校方全職聘用。幾經揀選，校方最終決定聘任唐史專家賴歐（J.K. Rideout）擔任學系的講座教授。可惜賴歐在1950年1月抵港履新不久，即於同年2月無故失蹤後身亡。其時馬鑑既已退休，校方遂委任賀光中署理系務，直至1952年他決定移席澳大利亞，校方繼而邀聘原任教山東齊魯大學的林仰山（Frederick Seguier Drake）出任學系的講座教授兼系主任。

### 林仰山與中文系的發展
在1952至1964年間擔任中文系系主任的12年間，林仰山積極網羅各方人才，奠定了日後學系進一步發展的基礎。他甫到任便將羅香林、劉百閔聘為專任講師，再將饒宗頤聘為副講師。這連同原有任教翻譯的陳君葆，組成五人的教學團隊。當時，劉百閔與饒宗頤任教「中國文學」，羅香林任教「中國歷史」、陳君葆任教「翻譯」，林仰山任教「中國美術考古與地理發現」，而「中國哲學」則由新儒家代表人物、時任兼任講師的唐君毅負責。中文系的課程自是成了五位一體的新結構，開授科目多達45門。隨著學生人數的增多與原任教師的退休、榮升和轉職，劉若愚、陶美（Mary Tregear）、楊維楨、余秉權、牟宗三、金薩靜（G.E. Sargent）與羅錦堂等學者，相繼在林仰山任內獲得聘任。與此同時，林仰山還積極發展碩士與博士學位課程，研究生數目因而日增。
此外，林仰山於1952年成立東方文化研究院（Institute of Oriental Studies）並自任院長，以提供研究設施供東西方學者從事有關中國與東方的研究。除了設立語言學校，為英國派駐香港與遠東的人員提供國、粵兩語的訓練外，研究院還成立了馮平山博物館（Fung Ping Shan Museum），以配合與協助研究員工作。研究院的工作除得力於錢穆、唐君毅等名譽研究員外，還倚重簡又文、衛聚賢、董作賓等專任研究員。中文系諸教員亦同時擔任研究院的研究工作。研究成果主要利用哈佛燕京學社（Harvard-Yeching Institute）與亞洲協會（The Asia Foundation）香港分會的贊助，由香港大學出版部印刷專書出版；單篇的學術論文則大多刊載於林仰山在1953年創辦、主編的學術刊物《東方文化》（Journal of Oriental Studies）。1959年，校方同意將東方文化研究院劃歸中文系，使研究院得以成為中文系的學術研究基地。

### 林仰山榮休後的中文系
林仰山在1964年榮休後，羅香林獲委為中文系講座教授兼系主任，並同時擔任東方文化研究院院長。當時劉百閔已榮休，而唐君毅、劉若愚、陶美、金薩靜亦先後離職。除延續林仰山的種種政策與措施外，羅香林的主要工作便是為中文系補充教學與研究的生力軍。
1968年羅香林榮休後，校方將東方文化研究院改組為獨立於中文系的亞洲研究中心（Centre of Asian Studies），而馬蒙則被委為中文系的講座教授兼系主任。文學院在1978年成立藝術系（Department of Fine Arts），原於中文系任教中國美術史的莊申獲委任為藝術系系主任，其任教的相關科目被移至藝術系。自始，中文系的課程便重回「中國文學」、「中國歷史」、「中國哲學」與「翻譯」四位一體的組合，而「中國哲學」仍舊撥歸「中國歷史」課程。由於本科生與研究生的數目與日俱增，馬蒙獲校方同意大量增聘人才。他還在1973年成功開辦授課式「中國歷史研究」文學碩士課程 （页面存档备份，存于） （Master of Arts in Chinese Historical Studies）。1981年馬蒙榮休後，校方邀得澳大利亞格理斐大學（Griffith University）現代亞洲研究學院首任院長、中國科學史權威何丙郁擔任中文系的講座教授兼系主任，「中國歷史」課程從此新添了「中國科技史」一科。
1987年，校方委任系內著名明史專家、文學院院長趙令揚接任講座教授兼系主任。趙令揚擔任文學院院長期間，成功為中文系設立「徐朗星學術研究基金」、「查良鏞學術基金」等，並廣邀各國學者舉行學術講座與研討會，以及進行學術出版。此外，趙令揚還於1993年設立「中國語文學部」，將原屬香港大學語文中心（Language Center）的普通話和廣東話課程納入中文系漢語中心 （页面存档备份，存于） ；又創立「中文增補課程 （页面存档备份，存于）」，使校內選修不同學科的學生得以系統地學習漢語與實用中文。

### 「中文學院」時期
1998年接任中文系系主任的單周堯，在2004年應香港教育統籌局的邀請，開辦「學位教師中文學科知識深造文憑課程」（Postgraduate Diploma in Subject Knowledge for Chinese Language Teachers）；又於2006年開辦修課式「中國語言文學」文科碩士課程 （页面存档备份，存于）（Master of Arts in Chinese Language and Literature）。2005年，單周堯獲校方委任為首任「陳漢賢伉儷基金中文教授」，並成功為中文系學生設立「陳漢賢獎學金」與六十多項每年頒發的學科「最佳成績獎」。由於香港大學文學院在2006年進行架構重組，「中文系」（Department of Chinese）被改回舊稱「中文學院」（School of Chinese），單周堯遂成為戰後首任中文學院主任。
在2006年單周堯卸任後，學院主任一職由楊玉峰接任。及後，施仲謀在2011至2014年繼任中文學院主任。2015年起，吳存存繼任中文學院主任至2020年，而史皓元（Richard Van Ness Simmons）則於2021至2022年期間擔任此職。自2022年起，則由林姵吟接任至今。
香港大學中文學院 （页面存档备份，存于）現為文學院屬下四大專業學院（School）之一，學院模式為「文史哲譯不分家」，是香港唯一宗法西方漢學模式設立的高等中文系所。現時中文學院由三大部分組成，包括學院本部（School Proper）、中文增補課程 （页面存档备份，存于）（Chinese Language Enhancement Programme）和漢語中心 （页面存档备份，存于）（Chinese Language Centre）。
學院本部開設的學士課程包括「中國語言文學」﹑「中國歷史文化」﹑「中英翻譯」和「香港研究」共四種主修及副修課程：
- 中國語言文學：課程分為語言和文學兩類，前者重在從語言學的角度學習和研究漢語，後者研習文學理論、寫作、中國古代和現代文學作品，及中國文學史的發展脈絡。
- 中國歷史文化：課程含斷代史、宗教史、思想史、教育史、交通史、華僑史、近代史、科技史等。
- 中英翻譯：課程內容包括翻譯理論與實務、語文研究、譯文評析等課題。
- 香港研究：課程內容含括香港文學、文化和歷史。

在學士課程之外，中文學院還開設了不同研究生課程，共分為修課式和研究式兩類。學院開設的中國語言文學、中國歷史研究、翻譯 （页面存档备份，存于）等三種修課式碩士課程，廣受現職教師和社會人士歡迎。至於研究式碩士和博士課程，則全日制和兼讀制兼備。
另一方面，中文增補課程 （页面存档备份，存于）提供了全校必修的實用中文課程，內容包括漢語知識、溝通技巧和各類文書寫作方法。而漢語中心 （页面存档备份，存于）則主要提供普通話及廣東話課程，及供國際學生選修的各種中國文化課程。此外，漢語中心也提供不同種類和不同程度的本科生普通話課程，供同學選讀。
現時，香港大學般咸道東閘附近仍留有昔日「鄧志昂中文學院」的大樓﹑牌坊及對聯「大德不踰行為世法，學古有獲業精於勤」。

## 歷代著名教授

### 系主任/學院主任
歷代系主任/學院主任包括：
- 賴際熙太史（1927-1933）：清朝國史館總纂
- 許地山教授（1935-1941）：作家、文學家、印度學家
- 馬鑑教授（1941-1950）：近代漢學家、教育家
- 賴歐教授（1950-1950）：唐史專家
- 賀光中先生（1950-1951）
- 林仰山教授（1952-1964）
- 羅香林教授（1964-1968）：史學家
- 馬蒙教授（1968-1981）：漢語學家
- 何丙郁教授（1981-1987）：中國科技史專家
- 趙令揚教授（1987-1998）：明史專家
- 單周堯教授（1998-2008）：語言學家
- 楊玉峰教授（2008-2011）
- 施仲謀教授（2011-2015）
- 吳存存教授（2015-2021）
- 史皓元教授（2021-2022）
- 林姵吟教授（2022-）

### 著名教師
- 陳寅恪：漢學
- 楊鴻烈：中國法學史
- 劉百閔：經學
- 饒宗頤：詩詞、甲骨文研究專
- 唐君毅：新儒家代表
- 牟宗三：新儒家代表
- 劉若愚：中國古典文學、中西比較文學
- 陶美：博物館學
- 陳君葆：翻譯
- 楊維楨：翻譯
- 余秉權：目錄與索引
- 金薩靜：中日佛學
- 羅錦堂：戲曲雜劇
- 劉唯邁：考古與博物館學
- 莊申：中國美術史

## 中文學院提供課程
- 本科主修：
  - A組：中國語言文學 Chinese Language & Literature
  - B組：中國歷史文化 Chinese History & Culture
  - C組：翻譯 Translation
  - D組：香港研究 Hong Kong Studies

- 本科副修：
  - A組：中國語言文學 Chinese Language & Literature
  - B組：中國歷史文化 Chinese History & Culture
  - C組：翻譯 Translation
  - D組：香港研究 Hong Kong Studies

- 碩士：
  - 哲學碩士 Master of Philosophy (MPhil)
  - 中國語言文學文科碩士 （页面存档备份，存于） Master of Arts in the Chinese Language and Literature
  - 中國歷史研究文科碩士 （页面存档备份，存于） Master of Arts in the Chinese Historical Studies
  - 翻譯文科碩士 Master of Arts in Translation

- 博士：
  - 哲學博士 Doctor of Philosophy (PhD)

- 文憑：
  - 學位教師中文學科知識深造文憑課程（已停辦）
- 中文增補課程 （页面存档备份，存于）項目：
  - 本科生必修科目
  - 中文輔導室
  - 中文增強資源
- 漢語中心 （页面存档备份，存于）項目：
  - 本科生必修科目
  - 漢語輔導平台
  - 專業課程（對外開放）

## 著名校友
學術界
- 趙令揚——國學大師
- 單周堯——國學大師
- 陳耀南——國學大師
- 何沛雄——著名學者
- 李家樹——著名學者
- 黃兆漢——著名學者
- 黃兆傑——著名學者
- 何文匯——著名學者
- 鄧昭祺——著名學者
- 廖明活——著名學者
- 小思（盧瑋鑾）——著名學者、作家
- 林燕妮——著名作家﹑廣告人
- 洛楓（陳少紅）——著名作家
- 丁新豹——著名香港史權威﹑香港歷史博物館前總館長
- 劉智鵬——著名香港史權威、第七屆香港立法會議員 (選委會界別)
- 邱逸——著名香港史權威、中國文化研究院院長
- 周家建——著名日佔香港史權威、前古物古蹟辦事處研究主任
- 賴恬昌——著名學者
- 曾子凡——著名學者
- 鄧立光——著名學者
- 鄧國光——大學教授
- 劉衛林——著名學者﹑詩人
- 許子濱——大學教授
- 許子東——大學教授
- 周永新——大學教授、社會工作及社會行政學學者
- 郭鵬飛——大學教授、學者
- 葛亮——大學教授、作家

文藝界
- 張愛玲——著名現代文學作家（註：後因戰火蔓延至香港，張被迫中斷學業。至1952年，張欲「繼續因戰事中斷的學業」，唯遭校方拒絕，張終生並無於港大正式畢業。）
- 黃霑——創作鬼才﹑跨媒體創作人﹑作詞人﹑廣告人﹑主持
- 林夕——著名作詞人
- 畢華流——著名作家﹑世界大富翁大賽冠軍得主
- 蘇偉貞——著名作家
- 羅啟銳——著名電影工作者
- 鄧偉雄——著名作詞人
- 胡燕青——著名詩人﹑大學教授
- 胡國賢——中學校長﹑著名詩人

政商界
- 尤曾嘉麗——香港政府前政務官
- 馮秉芬——著名商人、政治人物
- 衛奕信——第27任港督

其他
- 鍾志光——著名足球評述員
- 周兆祥——環保先驅
- 陳任——唱片騎師

## 中文學院相關地點
現址：香港薄扶林香港大學百周年校園逸夫教學樓7-8樓
- 香港大學百周年校園逸夫教學樓801室：學院辦公室﹑學院主任辦公室﹑中文增補課程辦公室、漢語中心辦公室
- 香港大學百周年校園逸夫教學樓7-8樓：教授辦公室﹑導師休息室﹑明清史資料研究室﹑導修室、語言實驗室
- 香港大學主圖書館四﹑五﹑六樓：馮平山圖書館
- 香港大學鄧志昂樓：香港大學鄧志昂中文學院舊址
- 香港大學本部大樓三樓：中文系舊址
- 香港大學包兆龍樓1-2樓：漢語中心及中文增補課程舊址

## 鄧志昂樓簡史
鄧志昂樓除有小路連接校園外，另有蜿蚓的林蔭小徑直達般咸道的石牌坊大門。這大樓以捐贈者鄧志昂命名，當時的協議是供中文學院使用。
鄧志昂樓曾經是中文系的上課地點。1950年代初，中文系遷回本部大樓與其他文學院系會合。自鄧志昂樓啟用至1962年止，每年中文系畢業生的名字均刻在鄧志昂樓入口處兩旁的木匾上，至今還清晰可見。鄧志昂樓曾專供亞洲研究中心（已歸入香港人文社會研究所 （页面存档备份，存于））使用，現由饒宗頤學術館 （页面存档备份，存于）專用。
鄧志昂樓的石牌坊、門樓、奠基石上原來應刻英文字母“u”的地方都改用“v”。拉丁文中“u”、“v”兩個字母通用，是 1920至30年代流行的風格。但為何全校只有鄧志昂樓出現這個情況，則無從考究。自1995年9月15日起，鄧志昂樓成為香港法定古蹟。

## 外部連結
- 官方网站